# (33918) Janiscoville
2000 LL19 (asteroide 33918) é um asteroide da cintura principal. Possui uma excentricidade de 0.12730060 e uma inclinação de 7.31165º.
Este asteroide foi descoberto no dia 8 de junho de 2000 por LINEAR em Socorro.